# Secrets of the I Ching
Secrets of the I Ching è il primo album discografico in studio del gruppo musicale statunitense 10,000 Maniacs, pubblicato nel 1983.

## Tracce
Tutti i brani sono stati scritti da John Lombardo e Natalie Merchant, tranne dove indicato.
1. Grey Victory (John Lombardo/Robert Buck/Natalie Merchant)- 2:59
2. Poor de Chirico - 3:09
3. Death of Manolete - 3:52
4. Tension - 3:30
5. Daktari - 4:10
6. Pit Viper (Steven Gustafson/Natalie Merchant)- 3:51
7. Katrina's Fair (Robert Buck/Natalie Merchant)- 2:57
8. The Latin One (John Lombardo/Wilfred Owen)- 2:59
9. National Education Week (Dennis Drew/Natalie Merchant)- 2:47
10. My Mother the War (John Lombardo/Michael Walsh/Natalie Merchant)- 3:31